# Paulo Sérgio (cantante)
Paulo Sérgio de Macedo, más conocido como Paulo Sérgio (Alegre, Espírito Santo; 10 de marzo de 1944 - São Paulo; 29 de julio de 1980), fue un cantautor brasileño y uno de los más grandes artistas de música romántica de su país.

## Trayectoria artística
Comenzó su carrera en 1968 en Río de Janeiro, con el lanzamiento de La última canción. El álbum recibió éxito inmediato y vendió 60 000 copias en apenas tres semanas, convirtiendo a su intérprete en un fenómeno de ventas para la época.
A pesar de la corta carrera, Paulo Sérgio publicó trece álbumes y recopilaciones, generando una venta de más de ocho millones de copias.
Paralelamente al gran éxito de Paulo Sérgio vino la acusación de ser un imitador del cantante  Roberto Carlos, entonces ídolo indiscutible de la juventud brasileña, por la similitud de su timbre vocal y estilo.

## Muerte
El 27 de julio de 1980, Paulo Sérgio hizo su última aparición en la televisión. Fuera del teatro, donde ese programa salió al aire, se vio envuelto en un incidente que pudo haber causado su muerte. Salió de la sala para recoger su coche, varias admiradoras lo rodeaban, pero tuvo un fuerte disgusto con una de ellas que lo acosaba. Dicen sus colaboradores cercanos que después del disgusto,  sufrió de fuertes dolores de cabeza, hasta que sobrevino el colapso que le envió al Hospital. Al llegar, estaba en  estado de coma . El diagnóstico fue rápido y aterrador: Paulo Sergio tuvo un derrame cerebral.
Tras los pasos clínicos en primer lugar, Paulo Sérgio fue ingresado en la Unidad de Cuidados Intensivos. A pesar de todos los esfuerzos realizados para salvarlo, había muerto. Durante la noche y a la mañana siguiente el cuerpo del cantante fue expuesto para la celebración de su funeral en el Cementerio, Vila Mariana, São Paulo. A petición de los padres de Paulo Sérgio, su cuerpo fue enterrado en Río de Janeiro. En la capital de Río, el funeral tuvo lugar en el cementerio de Caju.

## Vida personal
Se casó con Rachel Eugenio Teles de Macedo, el matrimonio se llevó a cabo en secreto en una sencilla ceremonia en Castilho , un pequeño pueblo en el interior de Sao Paulo. El 23 de mayo de 1974, nació Rodrigo, que más tarde usaría el nombre artístico de Paulo Sérgio Jr. Además, también tenía dos hijas, Paula y Mara Jacqueline Lira, el resultado de una relación anterior.

## Discografía
- Volume 1 (1968)
- Volume 2 (1968)
- Volume 3 (1969)
- Volume 4 (1970)
- Volume 5 (1971)
- Volume 6 (1972)
- Volume 7 (1973)
- Volume 8 (1974)
- Volume 9 (1975)
- Volume 10 (1976)
- Volume 11 (1977)
- Volume 12 (1979)
- Volume 13 (1980)
- Me Ajude A Morrer (1980)
- Los más grandes autores (2009)

## Filmografía
- "Na Onda do Iê-Iê-Iê" (1966), dirigido por Aurélio Teixeira.
- "Amor em Quatro Tempos" (1970), dirigido por Vânder Sílvio.
- "Em Ritmo Jovem" (1972), dirigido por Mozael Silveira.
- "Um caipira em Bariloche" (1973), dirigido por Amacio Mazzaropi.[3]